# آن‌ها/آن‌ها (فیلم)
آن‌ها/آن‌ها (به انگلیسی: They/Them) فیلمی امریکایی محصول سال ۲۰۲۲ و به کارگردانی جان لوگان است. در این فیلم بازیگرانی همچون تئو ژرمن، کری پرستون، آنا کلامسکی، آستین کروت، کوئی تان، آنا لور، کوپر کخ، مونیک کیم، داروین دل فابرو، هیلی گریفیث، بون پلات، مارک اشورث، کوین بیکن و ساجان ایفای نقش کرده‌اند.